# Magdalena von Neuenahr-Alpen
Magdalena von Neuenahr-Alpen (* um 1550; † 13. Januar 1627 auf Burg Altena (Schüttorf)) war Erbtochter des Hauses Neuenahr-Alpen, durch Erbe Gräfin von Limburg und durch Heirat Gräfin von Tecklenburg.

## Leben
Magdalena war eine Tochter des Grafen Gumprecht II. von Neuenahr-Alpen und Gräfin Amöna, Tochter von Graf Wirich V. von Daun-Falkenstein. Magdalena heiratete am 26. Juli 1573 in Wesel Graf Arnold IV. von Bentheim. Beide führten ein glückliches Familienleben. Mit ihrem Ehemann hatte sie sieben Söhne und vier Töchter. Die Familie hielt abwechselnd Hof in Bentheim, Steinfurt und im Alter vor allem in Tecklenburg.
Von erheblicher Bedeutung war, dass über Magdalenas Familie enge Beziehungen zu den führenden Fürsten der reformierten Bewegung im Heiligen Römischen Reich bestanden. Ihre Schwester Amalie war mit Kurfürst Friedrich III. von der Pfalz verheiratet. Ihr Bruder Adolf war ebenfalls ein führender Vertreter des Calvinismus. Im Jahr der Eheschließung trat ihr Mann ebenfalls zum reformierten Glauben über. Für diesen Schritt dürfte die Ehe mit Magdalena und ihre familiären Verbindungen eine Rolle gespielt haben. In einem längeren Prozess wurde die neue Konfession in den zur Grafschaft Tecklenburg gehörenden Gebieten eingeführt. In der Grafschaft Limburg wurde die Reformation 1611 eingeführt.
Magdalena erbte nach dem Tod ihres Bruders Adolf 1589 die Herrschaft Alpen, Helpenstein, Herrschaft Linnep und die Kölner Erbvogtei, deren Nutzungsrechte sie aber 1590 an ihre Halbschwester Amalia abtrat. Nach dem Tod ihrer Halbschwester Amalia im Jahr 1602 wurde Magdalena Erbin der Grafschaft Limburg mit Schloss Hohenlimburg. Der Herzog von Jülich-Kleve-Berg erhob als Lehnsherr Anspruch auf die Grafschaft als heimgefallenes Lehen. Damit ignorierte er den Erbanspruch Magdalenas. Mit Unterstützung des Kaisers ließ der Kölner Kurfürst Ernst von Bayern die Grafschaft Limburg 1584 besetzen, um die Expansion von Jülich-Kleve und Berg zu verhindern. Gleichzeitig zielte er darauf ab, dieses Gebiet für Kurköln zu gewinnen. Obwohl die Rechte Magdalenas und ihres Ehemanns schließlich anerkannt wurden, blieben Burg und Grafschaft bis 1610 besetzt. Erst auf Druck der Niederlande wurde diese beendet.
Nach Abzug der Besatzer im Jahr 1610 setzte Magdalena ihren Sohn Konrad Gumprecht als Kommissar in der Grafschaft ein, die sie ihm 1616 dann gänzlich abtrat. Nach dem Tod Konrad Gumprechts im Jahr 1618 setzte Magdalena dessen Witwe Johannetta Elisabeth, geb. von Nassau-Dillenburg als Regentin ein.
Die Tecklenburger Gebiete wurden durch den Achtzigjährigen Krieg in den benachbarten Niederlanden stark in Mitleidenschaft gezogen. Magdalenas Ehemann Arnold starb 1606. Die väterlichen Gebiete wurden unter den Söhnen geteilt. Da die Jüngeren noch nicht alt genug waren, übernahm Magdalena für sie bis 1609 die Regentschaft.

## Nachkommen
Sie hatten folgende Nachkommen:
- Otto (* 22. Dezember 1574 in Steinfurt; † 1574)
- Eberwin Wirich (* 14. Januar 1576 in Bentheim; † 31. Mai 1596 in Padua)
- Adolf (* 7. Juli 1577 in Steinfurt; † 5. November 1623)

⚭ 1606 mit Margarethe von Nassau-Wiesbaden
- Anna (* 4. Januar 1579; † 9. Dezember 1624)

⚭ 1595 mit Fürst Christian I. von Anhalt-Bernburg
- Arnold Jost (* 4. April 1580; † 26. August 1643)

⚭ 1608 mit Anna Amalia von Isenburg-Büdingen
- Amalie Amoena (* 15. Mai 1581 in Tecklenburg; † 31. Januar 1584 in Bentheim)
- Wilhelm Heinrich (* 13. Februar 1584 in Bentheim; † 6. Oktober 1632)

⚭ 1617 mit Anna Elisabeth von Anhalt-Dessau
- Konrad Gumprecht (* 10. März 1585 in Bentheim; † 10. März 1618)

⚭ 1616 mit Johannetta Elisabeth, Tochter des Grafen Johann VI. von Nassau-Dillenburg
- Amoena Amalia (* 19. März 1586 in Bentheim; † 3. September 1625)

⚭ 1606 mit Fürst Ludwig von Anhalt-Köthen
- Friedrich Ludolf (* 23. August 1587 in Bentheim; † 8. Januar 1629)
- Magdalena (* 6. Mai 1591 in Steinfurt; † 17. Februar 1649 in Terborg)

⚭ 24. Mai 1631 in Steinfurt mit Georg Ernst, Sohn von Jobst von Limburg-Styrum